# Deep Insight

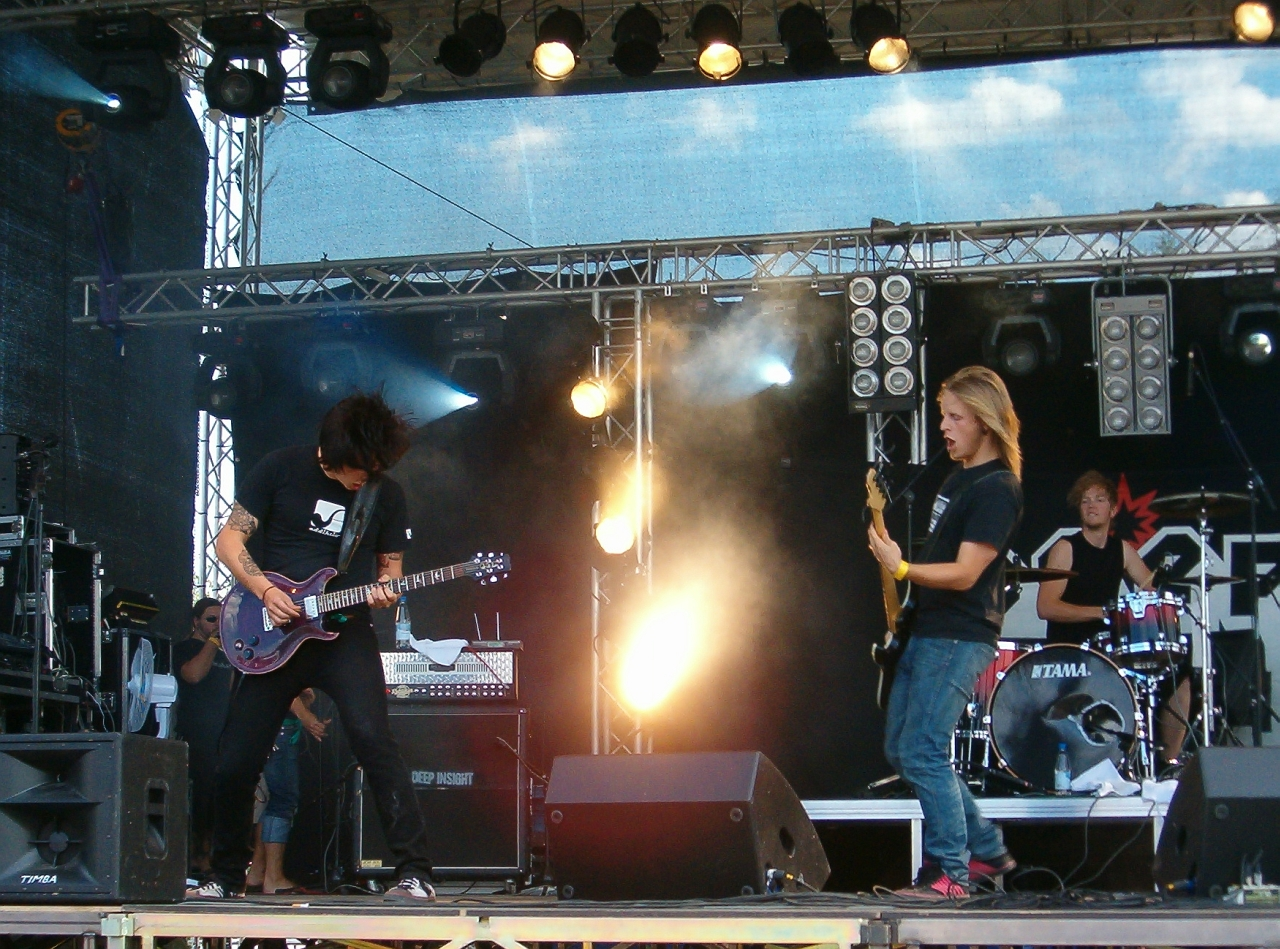
Deep Insight (2006)

Deep Insight — финская рок-группа, образованная в Хельсинки в 2002 году друзьями детства Юккой (вокал) и Йоханнесом (гитара). Позже к ним присоединились Миска (бас) и Вилле (ударные). К 2008 году они сыграли более 400 концертов в 20 странах мира. Сингл «Hurricane Season» возглавлял финский хит-парад и оставался в нём в течение шести недель.
Дебютный мини-альбом Julia вышел в 2002 году, после чего группа приступила к записи полноформатной пластинки Ivory Tower на студии Soundtrack в Хельсинки. Она была выпущена в мае 2003 года, и Deep Insight отправились в европейское турне.
Второй альбом Red Lights, White Lines был записан и сведён в июне — июле 2004 года на студии Facination Street в шведском городе Эребру; его продюсированием занимались Йенс Борген и Юнас Ульссон, а мастеринг проходил в Стокгольме под руководством Тумаса Эберга. Red Lights, White Lines был выпущен в Финляндии и Италии в 2004 году и в следующем году в Германии, Швейцарии, Австрии, Португалии и Японии. К лету 2005 года альбом был распродан и осенью переиздан с новой обложкой.
Их третий альбом One Minute Too Late был выпущен в Финляндии 18 октября 2006 года. Сингл «New Day» с этого альбома на одну неделю попал в чарт Финляндии, заняв 19-ю строчку. Миска покинул группу, и его заменил Йоре.
В 2009 году Deep Insight выпустили четвёртый альбом Sucker for Love и получили приз MTV Europe Music Awards в региональной категории «Лучший исполнитель Финляндии».

## Дискография

### Альбомы
- Ivory Tower (2003)
- Red Lights White Lines (2004)
- One Minute Too Late (2006)
- Sucker for Love (2009)

### Мини-альбомы
- Julia (2002)

### Синглы
- «Zebras on the Wall» (2003)
- «Itch» (2004)
- «Hurricane Season» (2005)
- «New Day» (2006)
- «One minute Too Late» (2006)
- «Rock with My Band» (2009)
- «Dangerous» (2009)
- «It Kills Me» (2009)
- «Let Me Go» (2010)
- «Faith» (2016)